# سوق العين
سوق العين قرية سعودية، ومركز يتبع محافظة الليث بمنطقة مكة المكرمة. تقع في شمال مدينة الليث بمسافة نحو (195) كم.